# Фльорянув (Кутновський повіт)
Фльорянув (пол. Florianów) — село в Польщі, у гміні Бедльно Кутновського повіту Лодзинського воєводства.
Населення — 116 осіб (2011).
У 1975-1998 роках село належало до Плоцького воєводства.

## Демографія
Демографічна структура станом на 31 березня 2011 року:
|          | Загалом | Допрацездатний вік | Працездатний вік | Постпрацездатний вік |
| -------- | ------- | ------------------ | ---------------- | -------------------- |
| Чоловіки | 61      | 11                 | 40               | 10                   |
| Жінки    | 55      | 10                 | 32               | 13                   |
| Разом    | 116     | 21                 | 72               | 23                   |